# Département de Ferkessédougou
Le département de Ferkessédougou est un département de Côte d'Ivoire. 